# Мельников, Валерий Андреевич
Валерий Андреевич Мельников (23 февраля 1942, Новосибирск — 13 декабря 1987, Калининград, Московская область) — советский футболист, защитник. Мастер спорта СССР (1963).

## Биография
Начал играть в футбол в юношеской команде Калининграда Московской области. В 1959—1960 годах выступал в команде КФК «Труд» Калининград. В 1960—1971 — в команде «Труд» Воронеж, в чемпионате и Кубке СССР провёл 257 матчей (по другим подсчётам — минимум 259 матчей в первенстве, семь матчей в Кубке.) Далее играл за «Чкаловец» Новосибирск (1972), «Металлист» Воронеж (1973).
Чемпион (1960) и серебряный призёр (1962) первенства РСФСР. Бронзовый призёр 2-й подгруппы класса «А» первенства СССР (1963). Победитель зональных турниров класса «Б» первенства СССР (1960, 1962). Участник 1/4 финала Кубка СССР 1969.
Входит в число 33-х лучших игроков воронежского футбола в XX веке. Фамилия Мельникова выложена на мемориальной доске у входа на центральную трибуну Центрального стадиона профсоюзов.
После завершения футбольной карьеры жил в Воронеже. Погиб в 1987 году — убит ударом ножа.